# Léon Lecornu
 (février 2025).
La mise en forme du texte ne suit pas les recommandations de Wikipédia : il faut le « wikifier ».
Les points d'amélioration suivants sont les cas les plus fréquents. Le détail des points à revoir est peut-être précisé sur la page de discussion.
- Les titres sont pré-formatés par le logiciel. Ils ne sont ni en capitales, ni en gras.
- Le texte ne doit pas être écrit en capitales (les noms de famille non plus), ni en gras, ni en italique, ni en « petit »…
- Le gras n'est utilisé que pour surligner le titre de l'article dans l'introduction, une seule fois.
- L'italique est rarement utilisé : mots en langue étrangère, titres d'œuvres, noms de bateaux, etc.
- Les citations ne sont pas en italique mais en corps de texte normal. Elles sont entourées par des guillemets français : « et ».
- Les listes à puces sont à éviter, des paragraphes rédigés étant largement préférés. Les tableaux sont à réserver à la présentation de données structurées (résultats, etc.).
- Les appels de note de bas de page (petits chiffres en exposant, introduits par l'outil «  Source ») sont à placer entre la fin de phrase et le point final[comme ça].
- Les liens internes (vers d'autres articles de Wikipédia) sont à choisir avec parcimonie. Créez des liens vers des articles approfondissant le sujet. Les termes génériques sans rapport avec le sujet sont à éviter, ainsi que les répétitions de liens vers un même terme.
- Les liens externes sont à placer uniquement dans une section « Liens externes », à la fin de l'article. Ces liens sont à choisir avec parcimonie suivant les règles définies. Si un lien sert de source à l'article, son insertion dans le texte est à faire par les notes de bas de page.
- La présentation des références doit suivre les conventions bibliographiques. Il est recommandé d'utiliser les modèles {{Ouvrage}}, {{Chapitre}}, {{Article}}, {{Lien web}} et/ou {{Bibliographie}}. Le mode d'édition visuel peut mettre en forme automatiquement les références.
- Insérer une infobox (cadre d'informations à droite) n'est pas obligatoire pour parachever la mise en page.

Pour une aide détaillée, merci de consulter Aide:Wikification.
Si vous pensez que ces points ont été résolus, vous pouvez retirer ce bandeau et améliorer la mise en forme d'un autre article.
 (février 2025).
Pour les articles homonymes, voir Lecornu.

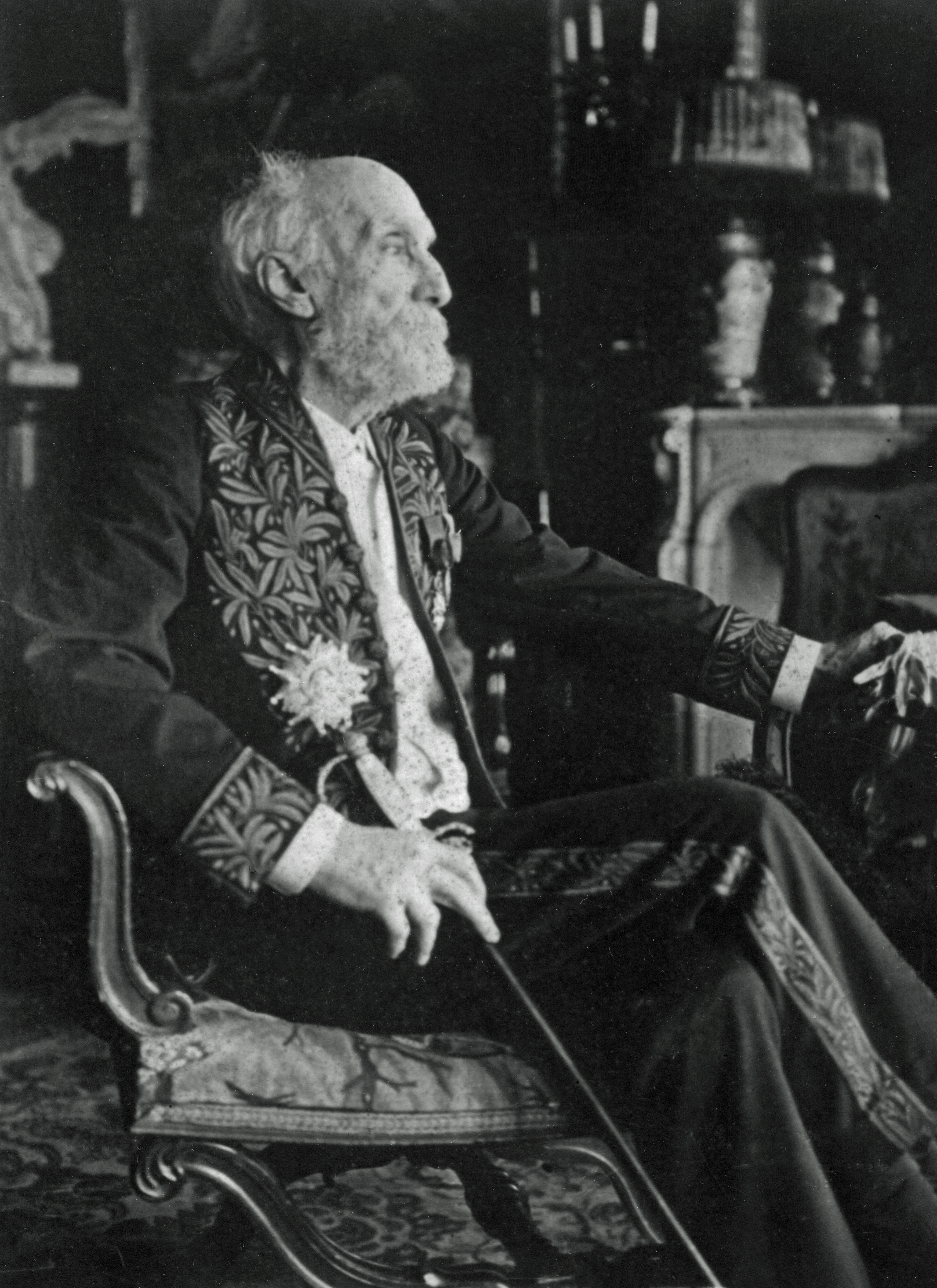
Léon LECORNU - 1938

Léon François Alfred Lecornu ou Le Cornu, né le 13 janvier 1854 au 37 rue des Carmes à Caen et mort le 13 novembre 1940 dans sa maison de Saint-Aubin-sur-Mer, est un ingénieur et physicien français. Ses recherches scientifiques concernent les applications de la géométrie différentielle aux techniques industrielles ainsi que de l'optique aux régulateurs mécaniques.

## Biographie
Fils de François Armand Arthur Lecornu, négociant en dentelles, et de Clémentine Eugénie Liégard, Léon est le 2e d'une famille de 8 enfants. Son père créa à Caen en 1858 la Manufacture Centrale du Calvados, dont l'activité consistait à fabriquer de la dentelle réalisée à la main par des femmes de pêcheurs.
Un de ses frères, Joseph Lecornu, est l'ingénieur et cerf-voliste.
Après ses études secondaires au lycée de Caen, Léon Lecornu entre à l’École polytechnique (Promotion 1872) le 20 octobre 1872 et se classe 2e à l'examen de sortie en août 1874 ; ce rang lui permet de choisir l’École des Mines, dont il sort diplômé en 1875. C’est là qu’il fera connaissance des futurs maréchaux Foch et Fayolle ainsi que de Poincaré. De 1878 à 1910, il exerce les fonctions d'ingénieur du contrôle technique des chemins de fer de l'Ouest et de l'État. Il soutient en 1880 une thèse de doctorat ès sciences consacrée à l'« Équilibre des surfaces flexibles. »  
Le 7 février 1882, à Saint Aubin-sur-Mer, il épouse Mlle Henriette Favreau, artiste peintre, née le 2 novembre 1860 à Romilly-sur-Seine.
En 1893, Lecornu est nommé professeur à la faculté de Caen, puis à l’École des mines en 1900, et à l'école polytechnique en 1904. Il est élu membre de l'Académie des sciences le 5 décembre 1910 (section de mécanique) puis président en janvier 1930 pour une durée d'un an.
Après avoir pris sa retraite d’ingénieur, Léon Lecornu continue ses cours à l'école Polytechnique jusqu’en 1927 ainsi qu'à l'École supérieure d’aéronautique. Il est témoin des premiers vols de Wilbur Wright en 1908 et rencontre également Charles Lindbergh, le 25 mai 1927, à l'hôtel de ville de Paris, 5 jours après la fabuleuse traversée de l’Atlantique sans escale.
Il décède le 13 novembre 1940 dans sa maison de St-Aubin-sur-Mer. En raison des difficultés de communications, du fait de la guerre, les obsèques furent simplifiées. Son corps est ensuite transféré à Bayeux et il est inhumé auprès de sa femme, décédée le 5 janvier 1949.

## Travaux
Léon Lecornu publiera de nombreux travaux dans les Comptes rendus de l'Académie des Sciences, le bulletin de la Société mathématique de France, la Revue de mécanique, le Bulletin de la Société d'encouragement de mécanique pour l'Industrie nationale, le Journal de l'École polytechnique et la Revue générale des sciences. Il collabore aussi à l'Encyclopédie des sciences mathématiques pures et appliquées.
- 1880 - Équilibre des surfaces flexibles et inextensibles (Thèse de doctorat). Suivi de Propositions données par la Faculté, Paris, Gauthier-Villars.
- 1883 - Sur la composition de certains sables et de certaines alluvions - Caen, Imprimerie Le Blanc-Hardel
- 1884 - Sur la métallurgie du fer en basse-Normandie - Caen, Imprimerie Le Blanc-Hardel.
- 1896 - Equilibre d’une enveloppe ellipsoïdale.
- 1887 - Sur le silurien des vallées de l’Orne et de l’Ondon - Caen, Imprimerie Henri Delesques.
- 1888 - Sur les eaux souterraines du plateau de la Maladrerie - Caen, Imprimerie Henri Delesques.
- 1896 - Équilibre d'une surface ellipsoïdale.
- 1898 - Régulation du mouvement dans les machines - L'Encyclopédie scientifique des aide-mémoire. Paris Gauthier-Villars et fils.
- 1904 - Les régulateurs des machines à vapeur, Paris, Dunod.
- 1908 - Dynamique appliquée, Paris, Doin, 1908.
- 1911 - Théorie des moteurs légers.
- 1912 - Le moteur à travers les âges. "La revue du foyer" du 15/10/1912 N°23.
- 1913 - La terre tourne-t-elle ? "La revue du foyer" du 15/11/1913 N°1.
- 1914 - Cours de mécanique, Paris, Gauthier-Villars.
- 1914 - Note sur le laboratoire aérodynamique Eiffel à Auteuil, Paris, Gauthier-Villars. Présenté à l'Académie des Sciences lors de la séance du 3 août 1914.
- 1914 - Les applications industrielles du principe gyroscopique « La Science et la Vie ».
- 1918 - La mécanique, les idées et les faits, Paris, Flammarion, Bibliothèque de philosophie scientifique.
- 1925 - Plus vite, toujours plus vite ! « La Science et la Vie ».
- 1929 - Théorie mathématique de l'élasticité, Paris, Gauthier-Villars.
- 1930 - Les machines propriétés générales.

Il écrit la préface de nombreuses œuvres scientifiques, comme en 1923 pour l’ouvrage de Paul Worms de Romilly intitulé  « Quelques réflexions sur la relativité ».

## Publications scientifiques de 1872 à 1893
1 - Sciences et mathématiques.
- 1872 - Concours général de mathématiques spéciales : 1er prix
- 1880 - Sur les conditions d’équilibre des surfaces (Thèse de doctorat)
- 1881 - Sur les polygones générateurs (Journal de Polytechnique)
- 1882 - Sur la réflexion de la lumière à la surface d’un liquide agité (Académie de Caen)
- 1883 - Sur les surfaces enveloppes des sphères (Journal de l’école Polytechnique)
- 1884 - Sur les surfaces à pente uniforme et les réseaux proportionnels (Comptes rendus du 21 avril)
- 1884 - Sur les surfaces à pente uniforme et les réseaux proportionnels (Mémoire de l’académie de Caen)
- 1885 - Sur la distance d’un point d’une courbe gauche à la sphère osculatrice infiniment voisine (comptes rendus, Académie nationale des sciences, arts et belles-lettres de Caen du 11 mai)
- 1885 - Sur le mouvement d’un point dans un plan, et sur le temps imaginaire (Comptes rendus, 14 décembre)
- 1886 - Sur les forces analytiques (Journal de Polytechnique)
- 1886 - Sur le problème de l’anamorphose (Comptes rendus du 5 avril)
- 1887 - Sur les séries entières (Comptes rendus du 7 février)
- 1887 - Sur les surfaces admettant les plans de symétrie d’un polyèdre régulier (Acta mathematica) — L'académie des sciences a décerné à ce mémoire une mention honorable.
- 1888 - Sur les mouvements giratoires des fluides (Comptes rendus du 11 juin)
- 1890 - Problème d’hydrostatique (Académie de Caen)
- 1890 - Sur une propriété des systèmes de forces qui admettent un potentiel (Comptes rendus du 8 septembre)
- 1890 - Problème de mécanique infinitésimale (Association Française du 13 avril)
- 1891 - Sur les mouvements plans (Nouvelles annales de janvier)
- 1891 - Sur la théorie des enveloppes (Académie de Caen)
- 1892 - Sur l’impossibilité de certains mouvements (Comptes rendus du 7 mars)
- 1892 - Sur le centre instantané d’une rotation (Académie de Caen)
- 1892 - Sur une question de limites concernant la théorie des surfaces (Bulletin des sciences mathématiques de novembre)
- 1992 - Sur les surfaces d’égale incidence (Association Française)
- 1893 - L’ombre d’un mur (Académie de Caen)

2 - Sciences naturelles.
- 1878 - Mémoire sur l’exploitation de la houille dans le sud du pays de Galles (Anales des Mines)
- 1879 - Mémoire sur le calcaire carbonifère et les filons de plomb du Derbyshire (Anales des Mines)
- 1880 - Empreintes de feuilles dans la cinérite du Cantal (Bulletin de la Société Linnéenne de Normandie)
- 1881 - Sur les environs de Montmartin-sur-Mer (Bulletin de la Société Linnéenne de Normandie)
- 1881 - Sur le congrès d’Alger et l’oasis de Biskra (Bulletin de la Société Linnéenne de Normandie)
- 1881 - Sur les gisements métallifères de la basse Normandie (Bulletin de la Société Linnéenne de Normandie)
- 1882 - Note sur la feuille géologique de Coutances (Bulletin de la Société Linnéenne de Normandie)
- 1882 - Allocution à la séance publique d’Isigny (Bulletin de la Société Linnéenne de Normandie)
- 1883 - Sur la composition de certains sables et de certaines alluvions (Bulletin de la Société Linnéenne de Normandie)
- 1883 - Notice sur M. Hérault, ingénieur en chef des mines (Bulletin de la Société Linnéenne de Normandie)
- 1884 - Sur la métallurgie du fer en basse Normandie (Académie de Caen)
- 1884 - Feuilles de Coutances (Service de la carte géologique détaillée)
- 1885 - Sur la production des métaux en basse Normandie (Société d’agriculture et de commerce de Caen)
- 1887 - Sur le terrain silurien des vallées de l’Orne et de l’Odon (Société Linnéenne)
- 1887 - Feuille de Caen (Carte géologique)
- 1887 - Sur le silurien du Calvados (Comptes rendus de l’académie des sciences du 9 mai)
- 1888 - Sur les eaux souterraines de la maladrerie (Société Linnéenne)
- 1888 - Sur la nappe artésienne de Valognes (Société Linnéenne)
- 1889 - L’axe du Merlerault (Société Linnéenne)
- 1889 - Les tremblements de terre en Normandie (Société Linnéenne)
- 1890 - Sur le silurien de la Brèche au Diable (Société Linnéenne)
- 1891 - Feuille de Saint-Lô (Carte géologique)
- 1891 - Sur les phosphates de chaux de la manche (Bulletin du laboratoire de la faculté de Caen)
- 1891 - Sur le massif silurien de Falaise et ses prolongements (Société Linnéenne)
- 1892 - Feuille de Falaise (Carte géologique)
- 1893 - Sur les plissements siluriens dans le Cotentin (Bulletin des services de la carte géographique)

3 - Sciences appliquées et divers.
- 1880 - Le groupe des Feldspaths (Revue scientifique)
- 1881 - Les aiguilles de chemin de fer (Revue scientifique - juin 1881)
- 1885 - Les accidents de chemin de fer (Académie de Caen)
- 1889 - La tour Eiffel (Brochure)
- 1892 - Sur quelques tourbes observées dans le Calvados
- 1884 et années suivantes — Collaboration à la grande encyclopédie